# Hernán Rodríguez Castelo
Hernán Rodríguez Castelo (Quito, 1 de junio de 1933-Quito, 20 de febrero de 2017) fue un literato, escritor e historiador de literatura, crítico de arte, ensayista y lingüista. Fue miembro de la Real Academia Española de la Historia y de la Real Academia Española. La Universidad Central del Ecuador le concedió el título de doctor honoris causa en 2012. 

## Reseña biográfica

### Orígenes
Nació en Quito, Ecuador, en 1933. Fueron sus padres Luis Humberto Rodríguez Davila, natural de Otavalo, profesor y Director de la Escuela de Otavalo y de María Esther Castelo Peñaherrera, natural de Ibarra, profesora y Directora de la Escuela Gabriela Mistral de Otavalo. Hernán Rodríguez Castelo fue profesor de Literatura y Filosofía en el Colegio “San Gabriel” de Quito. Es uno de los autores ecuatorianos más prolíficos por su obra; de su creación surge la literatura una diversidad temática como la literatura infantil, ensayo, crítica literaria y de arte.

### Estudios académicos
Realizó estudios primarios en la Escuela Espejo, los estudios secundarios los realizó en el Colegio Nacional Juan Pío Montúfar y culminó en el Colegio San Gabriel de la ciudad de Quito. Tempranamente demostró muchos dotes en el campo de la literatura, ganó concursos literarios y dirigió periódicos; leía mucho y sobre todo de autores como Emilio Salgari, Émile Zola y Julio Verne. Sus padres procrearon cuatro hijos, además de Hernán, el mayor, Rodolfo, Edmundo y una mujer, la menor, Ruby.
Hernán Rodríguez estudió entre 1951 y 1953 en el mayor centro de estudios clásicos de los jesuitas en América Latina bajo la dirección del Padre Aurelio Espinosa Pólit, S. J.  continuó sus estudios de Literatura en el Instituto de Humanidades Clásicas y se graduó con la presentación de la tesis El método de crítica y análisis literario del Padre Espinosa Pólit.
Entre 1956 y 1959 asistió a la Facultad de Filosofía de la Pontificia Universidad Católica del Ecuador, en Quito; lo que significó su segunda Licenciatura.

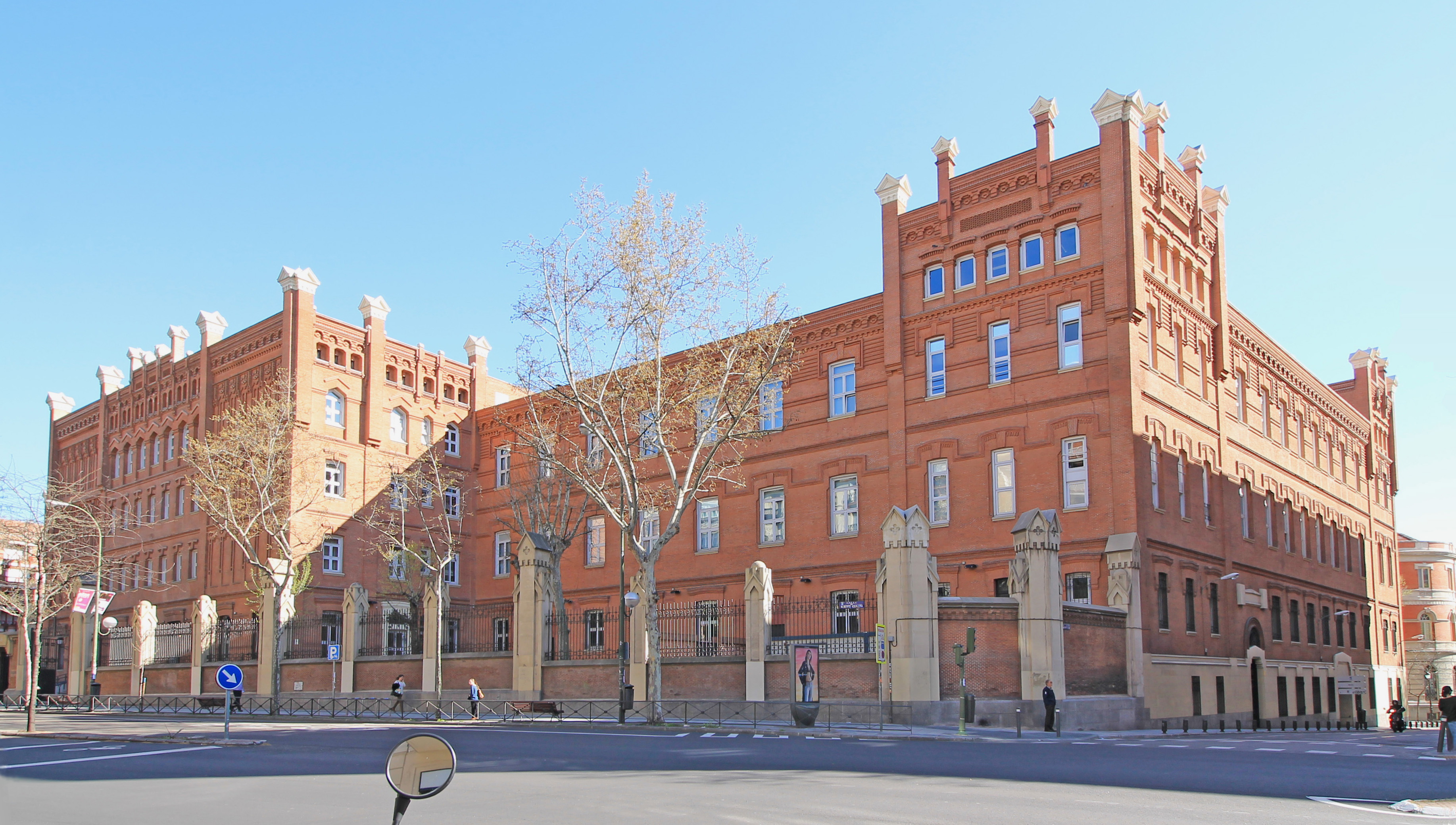
Sede principal de la Universidad Pontificia Comillas.

Logró los siguientes títulos académicos: Baccalaureatus en Teología y estudios de licenciatura y doctorado en Teología en la Universidad Pontificia de Comillas, España 1965; Licenciatura en Filosofía en la Pontificia Universidad Católica del Ecuador (7 de marzo de 1959); Licenciatura en Humanidades Clásicas en la Pontificia Universidad Católica del Ecuador (2 de octubre de 1956); Diploma por el curso “Evolución del pensamiento científico” en la Universidad Central del Ecuador (14 de septiembre de 1950).

### Resumen de su vida familiar
Rodriguez Castelo se casó con Pía Cabrera Velásquez con quien viviría el resto de su vida y tendrían tres hijos: Sigrid, Christian y Selma. Tendría una vida familiar sencilla y feliz, que junto a su buena salud, le permitiría dedicarse a su prolífica carrera como escritor. Fallecería el 20 de febrero de 2017 en la ciudad de Quito a los ochenta y tres años de edad por causas naturales. 
Ante su muerte el autor Jorge Dávila Vásquez expresaría lo siguiente:

Con Hernán Rodríguez Castelo se va la más alta cifra de la crítica y la bibliografía ecuatorianas de su generación. Trabajos suyos como los prólogos de la Colección Ariel, sus estudios sobre la literatura colonial o en torno a nuestro arte contemporáneo; sus diccionarios y sus antologías, son parte de nuestra historia literaria de todos los tiempos.

## Carrera literaria y cultural

### Inicios de su carrera literaria
En el año de 1959 se inició como profesor de Literatura en el Colegio San Gabriel, fundó varias academias literarias y es en este centro de estudios que surgen muchos personajes de la literatura ecuatoriana como el escritor y periodista Patricio Quevedo, Gonzalo Ortiz Crespo, Benjamín Ortiz, el poeta Federico Ponce, su hermano Javier Ponce poeta, Francisco Proaño, diplomático y escritor y muchos más. 
Colaboró con la Revista del Colegio San Gabriel con el seudónimo de “Tragicristiano”. Es en este tiempo que presenta la “Historia de cien años del Colegio San Gabriel”; escribe un texto de filosofía; y, es enviado a España para que estudie Teología y allí permanece hasta el año de 1965. 
Es en España que logró relacionarse con el mundo intelectual y participó en la fundación de las revistas La Estafeta literaria y Reseña. A pedido de Carlos Robles Piquer inició una campaña educativa a través de publicaciones como Sal terrae, Educadores, Humanidades y Cuadernos Hispanoamericanos. 

### Historia de la literatura
Además de sus estudios formales, su formación se inició desde la adolescencia con la avidez de lectura de diferentes tópicos, que en conjunto con su especialización en filosofía y teología, le permitieron entrar en su segunda vertiente de producción y las lecturas en este tiempo tuvieron como finalidad crear una crítica en el campo de la literatura. Esto poco a poco se convertiría en la obra de su vida, por lo que le dedicaría varios volúmenes para las distintas épocas. dentro de las publicaciones principales se encuentran: 
- Antología de la Poesía Ecuatoriana del siglo XX
- Historia General y Crítica de la Literatura Ecuatoriana (seis volúmenes)
- Literatura Precolombina siglos XVI y XVII
- Literatura de la Audiencia de Quito siglo XVII
- Literatura Ecuatoriana 1830-1980
- Historia de la literatura ecuatoriana siglo XIX (cinco volúmenes)

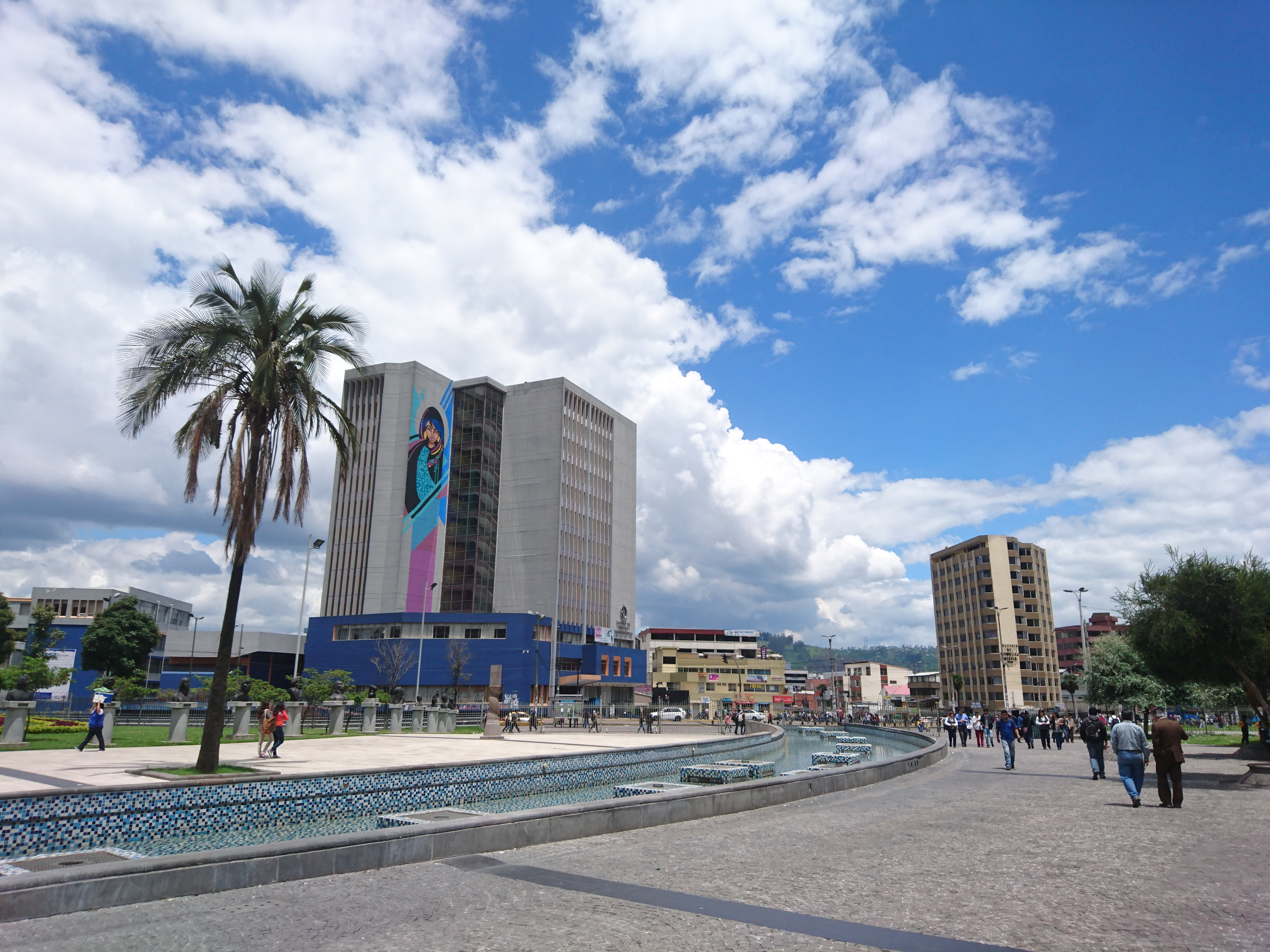
Universidad Central del Ecuador que le otorgaría un doctorado honoris causa en el año 2012.

Fruto de esto recibió la condecoración “Aurelio Espinosa Pólit” otorgada por el Concejo Metropolitano de Quito, para distinguir una trayectoria de «ensayista, lingüista, crítico literario y de arte, personaje que reúne todas las características del humanista clásico», 2003. Méritos que le hicieron acreedor, por parte de la Universidad Central del Ecuador, para que se le confiera el título de doctor honoris causa, en el año de 2012, de manos del rector y médico Dr. Edgar Samaniego Rojas. De esta manera Hernán Rodríguez Castelo continuaría la obra de la historia de la literatura iniciada por el crítico Isaac J. Barrera en la primera mitad del siglo XX. Además de las publicaciones por época también estudiaría la literatura a través de personas en específico como sus estudios sobre José Joaquín de Olmedo, Julio Zaldumbide, Pedro Berroeta, Ramon Viescas, Alfredo Gangotena, Gonzalo Escudero, Jorge Carrera Andrade, Medardo Ángel Silva, entre otros. Se puede ver que de esta forma, para Rodríguez Castelo la literatura de Ecuador es una. No hace distinciones entre el periodo colonial o el republicano, entre la ficción y no ficción, entre la poesía y la prosa. A todos estudia, analiza, critica y pondera a través de su método meticuloso y holístico.  

### Literatura infantil
Su aporte en la literatura infantil de Ecuador empezaría a través del escrito "El fantasmita de las gafas verdes". Ahí trataría la vida de un pequeño novicio aprendiz de fantasma que se caracterizaba por su curiosidad por la vida de los seres humanos, lo que le motiva a conocer su lenguaje. Su inquietud y ansia de conocimiento le crean problemas disciplinarios con las autoridades del "fantasmerio" refugiándose en el apoyo de su instructor. A partir de esta publicación le seguirían otros títulos como: 
- Tontoburro
- Memorias de Gris, el gato sin amo
- Historia del niño que era rey y quería casarse con la niña que no era reina
- Caperucito Azul
- El grillito del trigal

Su enfoque en la literatura infantil es integral y no se limita al aspecto literario puesto que Rodríguez Castelo estudio el tema desde el punto de vista histórico, filosófico, pedagógico y psicológico. Por ello era requerido en varias universidades para dar charlas al ser considerado una autoridad al respecto. Editado bajo la Universidad Técnica Particular de Loja publicó "Análisis de las obras clásicas de la literatura infantil y juvenil". Siguiendo además su proyecto macro de la historia de la literatura publicaría "Historia de la Literatura Infantil y Juvenil" e "Historia Cultura de la Infancia y Juventud". Su aporte a la literatura infantil fue clave para impulsar a este nuevo género que se venía consolidando poco a poco en Ecuador durante la segunda mitad del siglo XX con escritores como María Fernanda Heredia, Edna Iturralde, Lucrecia Maldonado y uno de sus principales exponentes, Rodríguez Castelo.

### Lingüística

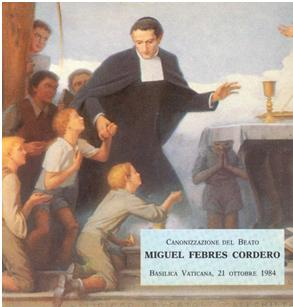
Miguel Febres Cordero, lingüista y santo de la iglesia católica, a quien Rodríguez Castelo le dedicaría varios escritos.

Además de su trabajo en la literatura, también destacó como lingüista, a lo que dedicó más de una decena de publicaciones. Desde su evolución histórica a través de sus estudios de Pedro Fermín Cevallos o de Miguel Febres Cordero, pasando por análisis históricos de la gramática de Nebrija o el origen del castellano, para complementarlo la publicación de manuales formales como los siguientes:
- Manual de Retórica
- Manual de Ortografía
- Tratado práctico de puntuación
- Gramática elemental del español

A todo esto se debe sumar los numerosos artículos que escribió al respecto sobre cómo debería escribirse en tanto a estilo, gramática, redacción en la práctica, enfocándolo a distintos temas sociales como el periodismo, la sexualidad o la educación. La dimensión lingüística  de su obra enriquece el nivel de análisis literario que caracteriza tanto a sus escritos. A partir de ello se permite rescatar hechos como la influencia de la fundación de la Academia Ecuatoriana de la Lengua en autores como Miguel Riofrío o Juan Montalvo. En este último sería sumamente importante puesto que el correcto uso del lenguaje se convertiría en una de las características de su estilo. 

### Ensayos y mircoensayos
Rodríguez Castelo también fue un ensayista prolífico. Esta faceta sería destacada en la serie de "Estudios literarios y culturales" publicada por el Centro Cultural Benjamín Carrión. Ahí dentro de los dos volúmenes de 500 páginas cada uno se recoge una selección de sus ensayos y también los "microensayos" que demuestran el gran poder de resumir que tenía Castelo para tratar temas tan diversos como su obra misma. Su producción ensayística se vincula a su destacada participación en el periodismo donde mantenía columnas permanentes dentro de los principales diarios de su país, dentro de los que destaca su columna titulada "Idioma y Estilo" para el diario Expreso. También participó en varias revistas publicadas por la Casa de la Cultura Ecuatoriana entre la que destaca "Letras". Divulgaba hechos históricos, hacía recomendaciones de estilo, buscaba la difusión lingüística y presentaba sus criterios estéticos y literarios en ensayos dedicados al público en general, característica que marcaría mucho su obra y lo que después se convertiría en su mayor aporte como promotor cultural.

### Promotor cultural
Fue el impulsor de lo que se conoció como la "Biblioteca de Autores Ecuatorianos de Clásicos Ariel". Su rol en los estudios críticos de la colección fue clave para el desarrollo de este importante proyecto que fue catalogado por Benjamín Carrión como “la aventura editorial más grande de nuestra historia”. Ahí se reunieron las obras de los autores importantes de dicho país que por su trascendencia eran ahora considerados como "clásicos". Junto al proyecto de la "Bilblioteca Ecuatoriana Mínima" que buscó el estudio formal de los principales autores y épocas de dicho país, así como la edición de la "Bilbioteca Básica del Pensamiento Ecuatoriano", fue uno de los proyectos protagonistas que buscaban el desarrollo en la dimensión editorial de las letras de ese país. Fueron a través de los clásicos Ariel que se difundirían en masa y a un precio bajo las grandes obras y personajes de la historia como a Eugenio Espejo, Juan de Velasco, Juan Montalvo entre otros. En total se ha escrito cerca de cien títulos originales, de las cuales se han publicado dieciocho con nuevas ediciones. En la actualidad también se ponen a disposición los títulos en formato electrónico para mayor difusión.

### Crítico de arte
Si bien la lingüística, la historia de la literatura y la literatura infantil se venían desarrollando en Ecuador a través de varios autores, Rodriguez Castelo también destacó como crítico de arte, un campo que históricamente faltaba. El análisis pictórico de la rica tradición artística de Ecuador no se había desarrollado con tantos exponentes antes de la llegada de Castelo. Existían varios ensayos de Benjamín Carrión y un libro dedicado a Miguel de Santiago por parte de Alfredo Pareja Diez-Canseco, sin embargo faltaba un estudio sistemático de la pintura, que en Ecuador contaba con una tradición desde los inicios del siglo XVI con la escuela quiteña. A este tema también le dedicaría más de una decena de publicaciones entre las que destacan 
- Diccionario crítico de artistas plásticos ecuatorianos del siglo XX
- Nuevo Diccionario Crítico de Artistas Plásticos del Ecuador del siglo XX
- El gran libro del desnudo en la pintura ecuatoriana del siglo XX
- Panorama del arte ecuatoriano
- Agenda de arte
- Arte sacro contemporáneo del Ecuador

Además de ello, al igual que en la literatura, dedicaría varias de sus publicaciones a artistas en específico como su libro de Eduardo Kingman, Oswaldo Viteri o Leonardo Tejada. 

### Drama y cine
Castelo también abrió nuevos rumbos en la crítica ecuatoriana en campos antes poco explorados como el drama y el cine. Estos dos géneros que se empezaron a desarrollar a partir del siglo XX en Ecuador no habían sido incorporados a la cultura de ese país a partir de obras de crítica de arte. Para ello, Rodríguez Castelo dedicaría las siguientes publicaciones:
- Teatro ecuatoriano contemporáneo
- Teatro social ecuatorianos
- Teatro ecuatoriano I y II
- El siglo XX de las Artes Visuales en Ecuador

### Historia

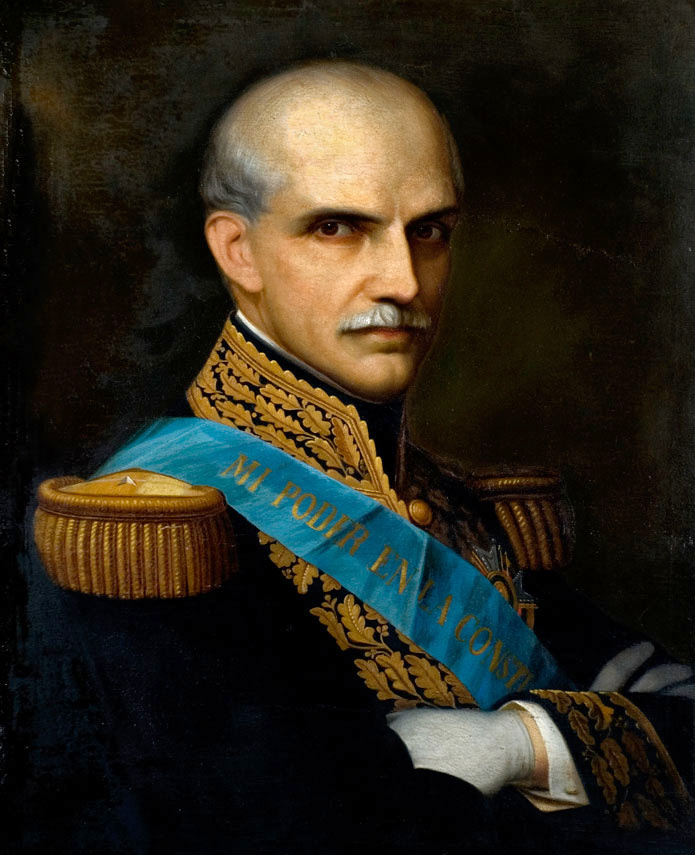
Gabriel García Moreno, a quien Castelo le dedicaría una biografía durante la última etapa de su carrera.

Por último, se debe también destacar sus valiosos aportes a la historia del Ecuador. Al igual que la literatura, su obra se caracteriza por su holismo y versatilidad puesto que trata distintas épocas históricas, biografías, historia de instituciones o publicaciones de documentos historiográficos. Estudió a Ecuador como tema, la relación de América Latina y el mundo, ciudades como Quito y Otavalo, y personajes como Mejía Lequerica, García Moreno, Bolívar o Manuela Sáenz. Dentro de sus publicaciones más destacadas encontramos:
- Historia de Cien años del Colegio San Gabriel
- El Diario del P. Fritz
- Quito, Patrimonio de la humanidad
- Biografía de Gabriel García Moreno
- Reseña de Francisco Xavier Aguirre Abad
- Reseña de Benigno Malo
- Reseña de Pedro Moncayo
- Bolívar contado a los jóvenes

## Legado

### Su importancia en las letras ecuatorianas

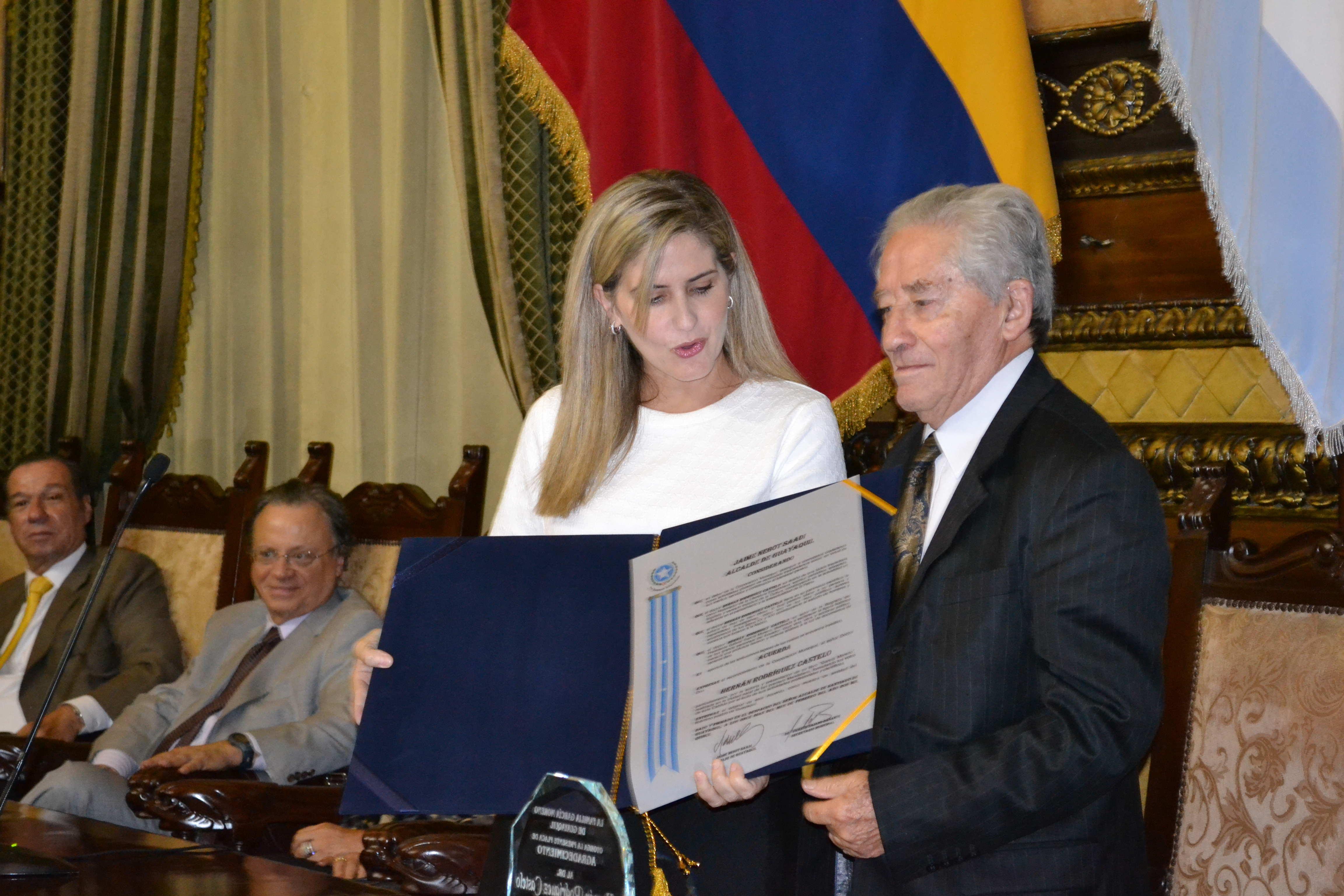
Hernán Rodríguez Castelo, escritor ecuatoriano, recibiendo condecoración por parte de la Muy Ilustre Municipalidad de Guayaquil, por su biografía de Gabriel García Moreno. Entrega Doménica Tabacchi Rendón, vicealcaldesa de Guayaquil.

Fue uno de los intelectuales más prolíficos de la historiad de Ecuador ya que publicó durante su vida más de un centenar de libros. Su trabajo en la literatura; su trajinar como ensayista, historiador, lingüista y crítico es de mucho valor. Dedicó gran parte de su vida (50 años) a la investigación académica con la visión teológica que forma parte de su impronta espiritual. 
Como humanista fue el discípulo y continuador de la obra de Aurelio Espinosa Pólit. Como historiador de la literatura amplió la frontera que empezó Isaac J. Barrera en las primeras décadas del siglo XX. A través de su obra como difusor cultural con la publicación de la "Biblioteca de Autores Ecuatorianos de Clásicos Ariel" continuó con el legado de promotor cultural de Benjamín Carrión. Sus estudios sobre los jesuitas quiteños del extrañamiento, en concreto de Ramón Viéscas y Pedro Berroeta continuó con el legado de la crítica de arte colonial que empezó Gonzalo Zaldumbide. También continuó el legado lingüístico de Ecuador que siendo uno de sus principales representantes en el siglo pasado.
Además de su rol como continuador de las obras de escritores anteriores, también participó de las nuevas tendencias que se desarrollaron. Ahí destacó en la literatura infantil junto a autoras como Edna Iturralde y María Fernanda Heredia, así como en la publicación de biografías históricas que se volvieron populares de la pluma de Alfonso Rumazo González.
Por último, abrió fronteras propias que deberán ser desarrolladas en el futuro como la crítica de las artes plásticas y sus estudios del teatro y cine ecuatoriano. En este sentido, en la actualidad existen autores como Rodolfo Kronfle Chambers que continúan en el desarrollo de la crítica de arte. 

### Vinculación institucional
Rodríguez Castelo fue miembro de importantes instituciones literarias, históricas, lingüísticas y culturales, entre las que se encuentran:
- Academia Nacional de Historia Militar, desde 2009
- Academia Ecuatoriana de la Lengua, desde 1971
- Real Academia Española, Miembro Correspondiente desde 1975
- Academia Nacional de Historia, desde 1990
- Academia Paraguaya de la Lengua. Miembro Correspondiente desde 1998
- Academia Estadounidense de la Lengua Española, 2000. Miembro correspondiente desde 2000
- Real Academia Española de la Historia, Miembro Correspondiente desde 2006
- Casa de la Cultura Ecuatoriana “Benjamín Carrión”
- Sociedad Ecuatoriana de Escritores (SEDE) (Socio fundador)
- Asociación Internacional de Críticos de Arte (AICA)

## Honores y premios
- Entre los honores y premios de Hernán Rodríguez Castelo encontramos los siguientes:[12]

- Candidato al Premio Nacional Eugenio Espejo en tres ocasiones.
- Doctor honoris causa de la Universidad Central del Ecuador de Quito, 2012.
- Candidato al Premio Miguel de Cervantes 2008.
- Candidato de Ecuador al Premio Príncipe de Asturias 2007.
- Condecoración “Aurelio Espinosa Pólit” otorgada por el Concejo Metropolitano de Quito, 2003.
- Candidato ecuatoriano al premio Juan Rulfo, 1993.
- Candidato ecuatoriano al premio Príncipe de Asturias, 1992.
- Primer Premio en el Concurso de los 125 años del colegio “San Gabriel” con su obra Diarios del San Gabriel (1988).
- Diploma del Centenario de la Academia Ecuatoriana por la labor cumplida a través de su Columna “Idioma y Estilo” (1975).
- Única Medalla de Oro del Año Internacional del Libro, en Ecuador, por el “decisivo aporte a la difusión del libro y la cultura” de “Clásicos Ariel” (1973).
- Condecoración al Mérito Educativo de Primera Clase por haber culminado la publicación de los cien volúmenes de la Biblioteca de Autores Ecuatorianos de Clásicos Ariel (1973).
- Condecoración española de la Orden del Mérito Civil por sus trabajos en defensa de la Lengua. (1970).
- Premio Internacional de Literatura Infantil “Doncel”, 1964.

## Listado de obras
1. Canción de Navidad. Traducción y adaptación a la escena moderna. Guayaquil, Talleres Gráficos Royal Print, 1959
2. Filosofía Optativa. Quito, Colegio “San Gabriel”, 1962. (Otras ediciones)
3. Cine cursillo. Quito, Editorial  “La Unión”, s.a., 1962.
4. Historia de Cien años del Colegio San Gabriel. Quito,1962.
5. Cartas a uno que no entendía, Santander, Editorial Sal Terrae, 1963
6. Un niño quiere leer. Santander, Editorial Sal Terrae, 1963
7. El universitario que no sabía leer. Santander Editorial Sal Terrae. 1963
8. Los Hermanos Karamasov. Santander, España,1964.
9. Un Himno a la Alegría. Santander, España, 1964.
10. Teatro Ecuatoriano, Madrid, 1964.
11. Moral y Cine. Guayaquil, 1965.
12. El pobre hombrecillo. La Fiesta. El Hijo. Quito, Casa de la Cultura Ecuatoriana, 1967
13. Revolución Cultural. Quito, Casa de la Cultura Ecuatoriana, 1968
14. Tratado práctico de puntuación. Quito, Editorial Santo Domingo, 1969, 237 pp. (2ª. Ed., Quito, 1969)
15. Señales del sur. Cuenca, Municipalidad, 1970
16. Teatro ecuatoriano I. Selección de obras y estudio preliminar de H.R.C. “Biblioteca de Autores Ecuatorianos” de “Clásicos Ariel”, vol. 17, Guayaquil, Cromograf, s.a., 1971
17. Teatro ecuatoriano II. Selección de obras y estudio preliminar de H.R.C. “Biblioteca de Autores Ecuatorianos” de “Clásicos Ariel”, vol. 36, Guayaquil, Cromograf, s.a., 1971
18. Poetas románticos. “Biblioteca de Autores Ecuatorianos” de “Clásicos Ariel”, vol. 9, Guayaquil, Cromograf, s.a., 1971
19. Leyendas ecuatorianas. Selección y estudio preliminar de H.R.C., “Biblioteca de Autores Ecuatorianos” de “Clásicos Ariel”, vol. 14, Guayaquil, Cromograf, s.a., 1971
20. El árbol del bien y del mal de Medardo Angel Silva. Selección de poemas de Silva y estudio preliminar por H.R.C., “Biblioteca de Autores Ecuatorianos” de “Clásicos Ariel”, vol. 33, Guayaquil, Cromograf, s.a., 1971
21. Otros modernistas. Selección de poetas y poemas, estudio preliminar y notas biográficas y críticas por H.-R.C., “Biblioteca de Autores Ecuatorianos” de “Clásicos Ariel”, vol. 67, Guayaquil. Cromograf, s.a., 1971
22. Teatro social ecuatorianos. Selección de obras y estudio preliminar de H.R.C. “Biblioteca de Autores Ecuatorianos” de “Clásicos Ariel”, vol. 55, Guayaquil, Cromograf, s.a.,1972
23. Teatro ecuatoriano contemporáneo. Selección de obras y estudio preliminar de H.R.C., “Biblioteca de Autores Ecuatorianos” de “Clásicos Ariel”, vol. 98, Guayaquil, Cromograf, s.a., 1972
24. Cuento del XIX y Timoleón Coloma. Selección, estudio preliminar y notas biográficas y críticas de H.R.C., “Biblioteca de Autores Ecuatorianos” de “Clásicos Ariel”, vol. 95, Guayaquil, Cromograf, s.a., 1972
25. Cuento de los años 30, I y II. Selección, estudio preliminar y notas biográficas y críticas de H.R.C., “Biblioteca de Autores Ecuatorianos” de “Clásicos Ariel”, vols.  93 y 94, Guayaquil, Cromograf, s.a., 1972
26. Cuento ecuatoriano contemporáneo, I y II. Selección, estudio preliminar y notas bibliográficas y críticas de H.R.C., “Biblioteca de Autores Ecuatorianos” de “Clásicos Ariel”, vols.  45 y 46, Guayaquil, Cromograf, s.a., 1972
27. Oradores del siglo XIX. Selección de sermones y discursos, estudio preliminar y notas biográficas y críticas de H.R.C., “Biblioteca de Autores Ecuatorianos” de “Clásicos Ariel”, vol. 51, Guayaquil, Cromograf, s.a., 1972
28. Tres cumbres del postmodernismo. Gangotena, Escudero, Carrera Andrade. Selección de poemas y estudios preliminares por H.R.C. “Biblioteca de Autores Ecuatorianos” de “Clásicos Ariel”, vols. 96-97, Guayaquil, Cromograf, s.a., 1972
29. Los otros postmodernistas. Selección de poetas y poemas, estudio preliminar y notas biográficas y críticas por H.R.C., “Biblioteca de Autores Ecuatorianos” de “Clásicos Ariel”, vol. 89, Guayaquil, Cromograf, s.a., 1972
30. Los de “Elan” y una voz grande. Selección, estudio preliminar y notas biográficas y críticas de H.R.C., “Biblioteca de Autores Ecuatorianos” de “Clásicos Ariel”, vol. 89, Guayaquil, Cromograf, s.a., 1972
31. Casandra, el payaso y el vagabundo. En “Clásicos Ariel” 96, Guayaquil, Cromograf, s.a., 1973
32. Literatura precolombina. En “Biblioteca de Autores Ecuatorianos” de “Clásicos Ariel”, vol. 100. Guayaquil, Cromograf, s.a., 1974
33. El español actual: enemigos, retos y políticas. Quito, Academia Ecuatoriana de la Lengua, s.a., 1975
34. Grandes libros para todos. Bogotá, Ediciones Paulinas, 1975
35. Caperucito Azul, Bogotá, Ediciones Paulinas, 1975. (Quito, Talleres Heredia, 1978, 1981, 1985, 1989; CMS Ideas, 2000)
36. Germán, Quito, Agrupación de Excursionismo “Nuevos Horizontes”, s.a., 1975
37. El Hermano Miguel, lingüista. Quito, Publitécnica, 1978
38. Cómo nació el castellano. Quito, Publitécnica, 1978 (2ª. Ed. 1979)
39. El fantasmita de las gafas verdes. Bogotá-Quito, Círculo de Lectores, 1978 (Bogotá-Quito, La Oveja Negra-El Conejo, 1986; Quito, Talleres Heredia, 1987 y otras; 6ª. Ed, Quito, Editorial Orión, 2002)
40. El grillito del trigal. (Cuentos). Guayaquil, Casa de la Cultura Ecuatoriana, 1979. (Quito, Talleres Heredia, 1986; Quito, El Tucán, 2008, como El grillito del trigal y otros cuentos)
41. Léxico sexual ecuatoriano y latinoamericano. Otavalo, Instituto Otavaleño de Antropología, 1979
42. Quito, Patrimonio de la humanidad. Quito, Ediciones Paralelo 0, 1979
43. Benjamín Carrión, el hombre y el escritor. Quito, Publitécnica, 1979
44. Por los caminos del Quijote. Quito, Publitécnica, 1980
45. 1969-1979 diez años de cultura en el Ecuador. Quito, Publitécnica, 1980
46. Literatura en la Audiencia de Quito. El siglo XVII. Quito, Banco Central, 1980, 583 pp.
47. Lírica Ecuatoriana Contemporánea. 2. vols. Bogotá-Quito, Círculo de Lectores, 1980
48. Literatura ecuatoriana 1830-1980. Quito, Publitécnica, 1980, 184 pp. (2ª. Ed. Quito, 1980)
49. Habla y estilo de Bolívar, Quito, Su Librería, 1981
50. Claves y secretos de la literatura infantil y juvenil (Poética, Estética, Retórica y Ética). Otavalo, Instituto Otavaleño de Antropología, 1981
51. Tontoburro, Quito, El Conejo, 1983 (Quito, Talleres Heredia, 1987)
52. Letras en la Audiencia de Quito. Período jesuítico. Biblioteca Ayacucho, 112. Caracas, 1984
53. El Hermano Miguel, una vida ejemplar. Guayaquil, Meridiano, 1984
54. Wojtyla, el papa polaco,contado a los niños y jóvenes. Guayaquil, Meridiano, 1984
55. Manual de Ortografía, Quito, Escuela Superior Militar “Eloy Alfaro”, 1985
56. Manual de Retórica. Quito, Ed. del autor, 1985
57. Antología de la poesía ecuatoriana. Con estudios preliminares de cada uno de los períodos. Bogotá-Quito, Círculo de Lectores, 1985, 484 pp. (2ª. Ed., Quito-Bogotá, 1994)
58. Kingman. Quito, La Manzana Verde, 1985
59. Arte sacro contemporáneo del Ecuador. Guayaquil, Banco Central del Ecuador, 1985
60. Memorias de Gris el gato sin amo. Quito, Talleres Heredia, 1987
61. Puntuación. Quito, Instituto de Altos Estudios Nacionales, 1988
62. Redacción periodística. Tratado práctico. Quito, CIESPAL, 1988, 705 pp. (3ª. Ed. 1999)
63. El camino del lector. Guía de lectura. 2.600 libros de narrativa. Catálogo selectivo, crítico y comentado de lecturas de placer y diversión. Por niveles de edad desde los primeros pasos del lector hasta la madurez del lector juvenil (6 a l8 años) según categorías literarias y psicológicas. Quito, Banco Central del Ecuador, 1988. 2 tomos, 974 pp.
64. El siglo XX de las Artes Visuales en Ecuador. Guayaquil, Banco Central del Ecuador, 1989
65. Agenda de arte (Textos cortos y doce ensayos sobre artistas ecuatorianos). Quito, La manzana Verde,  1989
66. La gramática de Nebrija, Quito, Ministerio de Educación y Cultura, Subsecretaría de Cultura, Consejo Nacional de Cultura y Corporación Editora Nacional, 1992, 239 pp.
67. Gramática elemental del español, Quito, Academia Ecuatoriana de la Lengua, 1992, 165 pp.
68. Diccionario crítico de artistas plásticos ecuatorianos del siglo XX. Quito, Casa de la Cultura Ecuatoriana,  1992
69. Quito para usted. Quito, Conticorp, 1992
70. Historia del niño que era rey y quería casarse con la niña que no era reina. Medellín, Susaeta, 1993. (Coedición con la Subsecretaría de Cultura del Ecuador)
71. Los cuatro mosqueteros: Iza, Jácome, Román y Unda. Quito, Fundación Cultural Exedra, 1993
72. Cómo escribir bien. Quito, Corporación Editora Nacional, 1994
73. Salón Nacional de Pintura “Luis A. Martínez” 25 años. Ambato, Octavio Peláez, editor, 1994
74. Panorama del arte ecuatoriano. Quito, Corporación Editora Nacional, 1994
75. Historia de dos vecinos, Quito, Fundación Esquel, “La Televisión” y Grupo Imprenta Mariscal, 1995
76. “Diarios del San Gabriel” 1959-1962. Quito, Edición del X Congreso Latinoamericano de  Antiguos Alumnos de la Compañía de Jesús, 1995
77. Nuestros latinoamericanos vistos por sí mismos. Quito, Banco Central del Ecuador, 1996
78. La maravillosa historia del cerdito y otras historias no menos maravillosas. Quito, Libresa, 1996. ISBN 9789978803707.
79. Primicias de la cultura de Quito de Eugenio Espejo. Versión en español moderno y ensayo preliminar “El Espejo de “Primicias de la Cultura de Quito”, pp. 9-156. Quito, Colegio de Periodistas de Pichincha, 1996.
80. Bolívar contado a los jóvenes. Quito, Libresa, 1997.
81. “Entre Eros y Thánatos”, texto del libro ARS EROTICA el erotismo en el arte y la literatura del Ecuador. Quito, Dinediciones, 1997
82. Charles Perrault. Cuentos. Traducción del original francés y ensayo preliminar de Hernán Rodríguez Castelo. Edición conmemorativa del tercer centenario de Historias o cuentos de Antaño. Quito, Libresa, 1997
83. El Diario del P. Fritz, presentado por Hernán Rodríguez Castelo. Quito, Edición Revista de Fuerzas Armadas del Ecuador, 1997
84. Ecuador, la tierra y el hombre. Selección de textos de la literatura ecuatoriana e introducción. Madrid, Ediciones San Marcos, 1998
85. Ramón Viescas, el lírico mayor del destierro y gran figura de la prosa polémica. Quito, Centro de Publicaciones de la Universidad Católica del Ecuador, 1999, 51 pp.
86. “Berroeta y su pasión”, texto del libro La pasión en el arte quiteño. Quito, Pontificia Universidad Católica del Ecuador, 1999, pp. 62-73
87. Historias de Dorado y Sebastián. Quito, Libresa, 2001
88. Otavalo entre lo dicho y lo secreto. Otavalo, la palabra. Otavalo, Instituto Otavaleño de Antropología-Universidad de Otavalo, 2001
89. Literatura en la Audiencia de Quito. El siglo XVIII. 2 tomos, Ambato, Consejo Nacional de Cultura y Casa de la Cultura “Benjamín Carrión”, Núcleo de Tungurahua, 2002, 1592 pp.
90. Antología esencial Ecuador siglo XX. La poesía. Quito, Eskéletra, 2004
91. El aprendiz de mago y el Reino de los Poderes, Quito, Editorial Radmandí, 2004
92. “De un monstruismo americano a magia y mitos y más allá”, texto del libro Nelson
93. Román, el ojo del jaguar. Quito, Banco Central del Ecuador, 2004
94. Madre maestra y maestra madre. La educadora María Esther Castelo de Rodríguez. Quito, Studio 21, 2004
95. 1800-1860 en el mundo y América Latina, Quito, Academia Ecuatoriana de la Lengua, 2005
96. Luis Moscoso, antología del paisaje. Quito, 2006, Centro Cultrual Benjamín Carrión
97. El fascinante mundo de la literatura infantil y juvenil.Quito, 2007, Campaña Nacional Eugenio Espejo por el libro y la lectura, Colección Luna de Papel
98. Pedro Moncayo. Ibarra, Fundación Pedro Moncayo & M. Ibarra, 2007
99. Nuevo Diccionario Crítico de Artistas Plásticos del Ecuador del siglo XX. Quito, Centro Cultural Benjamín Carrión, 2007, 800 pp.
100. El libro del Ilaló, Quito, Casa de la Cultura Ecuatoriana “Benjamín Carrión”, 2007
101. Benigno Malo, Cuenca, Universidad del Azuay , 2008
102. Pedro Fermín Cevallos. Loja, AEL & Universidad Técnica Particular de Loja, 2008
103. Francisco Xavier Aguirre Abad. Quito, AEL, Colección Horizonte Cultural, Serie Senior N.º 2, 2008
104. El gran libro del desnudo en la pintura ecuatoriana del siglo XX, Quito, EcuaSanitas, 2008
105. Leonardo Tejada. Quito, BCE, 2008
106. Viteri. Quito, Libri Mundi & Grupo Santillana, 2008
107. Lírica de la Revolución Quiteña de 1809-1812. Quito, FONSAL, 2009
108. Olmedo, el hombre y el escritor. Quito, ANH, 2009
109. Vicente Rocafuerte. Quito, AEL, Colección Horizonte Cultural, Serie Senior N.º 5, 2010
110. Brasil visto por Leonardo Tejada. Quito, Embajada del Brasil en Ecuador, 2010
111. Franklin Ballesteros. Ambato, CCE, 2011
112. Manuela Sáenz. Quito, CCE, 2011
113. Historia Cultura de la Infancia y Juventud, Loja. Universidad Técnica Particular de Loja. 2011
114. Historia de la Literatura Infantil y Juvenil. Loja. Universidad Técnica Particular de Loja. 2011
115. Chalco. Jorge Chalco. Cuenca.  2011
116. Análisis de las obras clásicas de la literatura infantil y juvenil. Loja. Universidad Técnica Particular de Loja. 2011
117. Los cuentos más bellos del mundo. Loja. Universidad Técnica Particular de Loja. 2011
118. Mejía, voz  grande en las Cortes de Cádiz. Quito. Academia Nacional de Historia. 2012. Derechos de autor N.º 037924. ISBN 978-9978-394-07-6
119. Libro digital.  siglo XX. Un siglo de libros y de cine y de artes visuales y musicales.  100 entradas año por año.
120. Historia de la Literatura Ecuatoriana siglo XIX, 1800-1860. 2014. Quito: Consejo Nacional de Cultura. Tomo I. ISBN 978-9942-07-640-3
121. Historia de la Literatura Ecuatoriana siglo XIX, 1800-1860. 2014. Quito: Consejo Nacional de Cultura. Tomo II. ISBN 978-9942-07-641-0
122. Historia de la Literatura Ecuatoriana siglo XIX, 1800-1860. 2014. Quito: Consejo Nacional de Cultura. Tomo III. ISBN 978-9942-07-642-7
123. Historia de la Literatura Ecuatoriana siglo XIX, 1800-1860. 2014. Quito: Consejo Nacional de Cultura. Tomo IV. ISBN 978-9942-07-643-4
124. Historia de la Literatura Ecuatoriana siglo XIX

### Obra compartida
- Iturralde, Edna; Falconí, Mercedes; Cárdenas, Eliécer; de la Torre, Renán; Rodas, Raquel; y, Rodríguez Castelo, Hernán. 1996. Ecuador. Cuentos de mi País. Quito: Alfaguara Infantil. ISBN 9789978075142.
- Rodríguez Castelo, Hernán. 2008. "Mejía, el poeta". pp. 197-248. En: Núñez Sánchez, Jorge: Mejía, portavoz de América (1775-1813). Quito: FONSAL. ISBN 978-9978-366-00-4.
- Rodríguez Castelo, Hernán. 2013. «García Moreno y la Medicina Ecuatoriana.» En: Irving Iván Zapater (Editor). Revista Nacional de Cultura, Letras, Artes y Ciencias del Ecuador. Quito: Consejo Nacional de Cultura del Ecuador. (24): 63-73. ISSN 1390-0005.

### Artículos
- Rodríguez Castelo, Hernán. 1986. «Alejandro Carrión en la Academia (Discurso de Bienvenida).» En: Memorias de la Academia Ecuatoriana de la Lengua Correspondiente de la Real Española. (55): 187-198.
- Rodríguez Castelo, Hernán. 1999. «De la Duda y el Error en el Español de América.»  Quito: Memorias Academia Ecuatoriana de la Lengua Correspondiente a la Real Española. 62: 78-159.